# Derde Slag bij Murfreesboro
De Derde Slag bij Murfreesboro vond plaats tussen 5 december tot 7 december 1864 in Rutherford County, Tennessee tijdens de Amerikaanse Burgeroorlog. Deze slag is ook gekend als de Slag bij Wikinson Pike of de Slag bij the Cedars

## Achtergrond
In een ultieme poging om het Noordelijke leger van generaal-majoor George H. Thomas te verslaan, rukte luitenant-generaal John Bell Hood met zijn Army of Tennessee op naar Nashville. Hoewel Hood zware verliezen had geleden bij Franklin zette hij toch alles op alles. Om Nashville te veroveren was het belangrijk om de Nashville en Chattanooga spoorweg te vernietigen die de belangrijkste aanvoerlijn voor de stad en Thomas was. Op 4 december stuurde Hood generaal-majoor Nathan Bedford Forrest met twee cavaleriedivisies en een infanteriedivisie van generaal-majoor William B. Bate naar Murfreesboro, Tennessee om daar de infrastructuur en de spoorweg te vernietigen.

## De slag
Op 2 december had Hood het bevel gegeven aan Bate om de spoorweg en bunkers tussen Murfreesboro en Nashville te vernietigen. Daarna diende hij zijn acties te coördineren met Forrest. Op  4 december viel Bates bunker No. 7 aan bij Overall Creek, maar slaagde er niet in de bunker te veroveren. Op 5 december vertrok Forrest naar Murfreesboro. Hij deelde zijn troepen op in twee colonnes. Eén colonne zou de fortificatie op een nabijgelegen heuvel aanvallen en de andere colonne zou bunker No. 4 aanvallen. Beide fortificaties lagen bij La Vergne. Beide Noordelijke garnizoenen gaven zich over. Net buiten La Vergne sloot de divisie van Bate zich aan bij Forrest. Ze rukten op langs parallelle wegen naar Murfreesboro en dreven de Noordelijke eenheden naar Fort Rosecrans. Ze brachten de nacht net buiten de stad  door. De volgende morgen, op 6 december, kreeg Bate het bevel om het fort aan te vallen. Na een vuurgevecht van enkele uren werd het vuren gestaakt. Beide partijen hielden elkaar voor de rest van de dag in de gaten. In de loop van de avond arriveerden de Zuidelijke brigades van Claudius W. Sears en Joseph B. Palmer
Op 7 december stuurde generaal-majoor Lovell Rousseau, bevelhebber van Murfreesboro, twee brigades naar buiten om de vijandelijke sterkte te testen. Die brigades werden aangevoerd door brigadegeneraal Robert H. Milroy. Hij stelde zijn twee brigades op en vielen de Zuidelijken aan. Enkele eenheden van Forrest zetten het op een lopen waardoor er wanorde ontstond in de Zuidelijke rangen. De rest van zijn troepen trokken zich gewoon terug. Forrest had rails, bunkers en infrastructuur vernietigd maar had geen grote gevolgen voor de Noordelijken. Door deze acties was Forrest wel niet aanwezig tijdens de Slag bij Nashville.